# Tut das Not
Tut das Not est un groupe de punk rock allemand, originaire de Backnang.

## Biographie
Tut das Not est formé en 1999 sur les cendres du groupe Die Törtels. Musicalement, le groupe joue de l'emo soft,. Comme le groupe précédent, ils publient leurs albums sur Nix-Gut Records ; les deux premiers albums sont vendus pour des raisons idéologiques à prix coûtant. Le groupe voulait montrer son soutien à l'ethnie DIY.
Depuis sa création, Tut a joué plus de 80 concerts, principalement dans le sud de l'Allemagne, mais aussi dans le reste de l'Allemagne, l'Autriche et la Suisse.
Après la sortie de leur deuxième album, l'Ox-Fanzine considère le groupe comme « pas mauvais », et trois ans plus tard « sur la bonne voie. » Ses textes intellectuels et critiques sont loués. En revanche, la Plastic Bomb considère leurs textes comme « sonnant intentionnellement amateur [...] et pseudo-enflé [...]. »

## Discographie
- 1999 : Fremdwelt
- 2002 : Bildfänger (CD-ROM)
- 2004 : Denkfluchten
- 2009 : Tiefenrauschen